# .vc
.vc ist die länderspezifische Top-Level-Domain (ccTLD) des karibischen Inselstaats St. Vincent und die Grenadinen. Sie wurde am 3. September 1991 eingeführt und wird vom staatlichen Ministerium für Telekommunikation, Wissenschaft, Technologie und Industrie mit Sitz in Kingstown verwaltet. Der technische Betrieb wird durch Afilias durchgeführt.

## Eigenschaften
Insgesamt darf eine .vc-Domain zwischen zwei und 63 Zeichen lang sein und nur alphanumerische Zeichen beinhalten. Sie kann von jeder natürlichen oder juristischen Person ohne Einschränkungen registriert werden, ein Wohnsitz im Land ist weder für Inhaber noch Admin-C erforderlich.